# Gustav Stresemann
Gustav Stresemannⓘ (10 tháng 5 năm 1878 – 3 tháng 10 năm 1929) là một chính trị gia và chính khách tự do người Đức, ông làm Thủ tướng và Ngoại trưởng nước Đức thời Cộng hòa Weimar. Ông là một trong hai chính trị gia đoạt Giải Nobel Hòa bình vào năm 1926.

## Nhận định
Ông được coi là một nhân vật chính trị kiệt xuất có một không hai trong thời đại của mình, là chính khách lớn nhất của châu Âu trong thập niên 1920.
Được xem là chính khách kiệt xuất của nước Cộng hòa Weimar, ông có đường lối chính sách khó hiểu và gây tranh cãi. Có người coi ông là một nhà dân tộc chủ nghĩa quyết liệt, mà cũng có người coi ông là một nhà dân tộc chủ nghĩa có hạn chế, và có công lớn gây dựng một châu Âu hòa bình, cộng tác. Thực chất, là một con người có nhiều điểm mâu thuẫn, ông còn là người trung kiên với những giá trị của chủ nghĩa dân tộc và chủ nghĩa tự do. Điều này khiến ông có thể thích nghi với cả chiến bại của nước Đức trong cuộc Chiến tranh thế giới lần thứ nhất cùng với cơn bão Cách mạng Đức (1918), đồng thời đặt lòng tin vào nền Cộng hòa là nền tảng duy nhất để đất nước được thống nhất, và vào sự hợp tác giữa các quốc gia châu Âu là nền tảng duy nhất để tránh khỏi một cuộc chiến tranh sau khi cuộc Chiến tranh thế giới lần thứ nhất chấm dứt. Trong khi ấy, dù đất nước trong cơn nguy kịch, nỗ lực của ông nhằm xây dựng một nước Đức giàu mạnh cùng tương xứng với một châu Âu giàu mạnh đã đem lại một điểm sáng chói cho lịch sử Đức trong thời đại ấy.